# Bernstein im Burgenland
Bernstein, ungerska: Borostyánkő), är en ort och köpingskommun i förbundslandet Burgenland i Österrike. Ofta används namnet Bernstein im Burgenland.
Kommunen har  2 140 invånare (2024). Bernstein ligger 14 kilometer norr om distriktshuvudstaden Oberwart. Den är framför allt känd för sin borg och för förekomsten av grön ädelserpentin.
Borgen Bernstein har gett namn åt byn och nämns på 1300-talet som grevarna av Güssings egendom. Bernstein tillhörde Ungern fram till 1921 när Burgenland kom till Österrike.
I Bernstein finns Europas enda större förekomst av ädelserpentin. Den gröna halvädelstenen dominerar Bernsteins näringsliv. I Bernstein finns ett bergsbruksmuseum (kallat för Felsenmuseum) med besöksgruva.
Bernsteins mest kända person är László Ede Almásy, saharaforskare och pilot och förebilden för filmen Den engelska patienten.

## Orter
Kommunen består av fem orter (Ortschaften) (inom parentes invånarantal 1 januari 2024):
- Bernstein (969)
- Dreihütten (124)
- Redlschlag (360)
- Rettenbach (290)
- Stuben (397)